# エドゥアルド・フレイ・ルイスタグレ
エドゥアルド・フレイ・ルイス＝タグレ（Eduardo Frei Ruiz-Tagle, 1942年6月24日 - ）は、チリ共和国の大統領（第32代）。

## 経歴
1942年6月24日、サンティアゴ・デ・チレに生まれる。父は、弁護士で後にチリ大統領に選出されるエドゥアルド・フレイ・モンタルバである。
青年時代の1958年より、キリスト教民主党の党員となる。 チリ大学工学部を卒業する。1964年に、父エドゥアルド・フレイ・モンタルバの大統領選挙活動に参加する。1969年から1988年までは、政治家としてではなく、シグド・コッペルス社（Sigdo Koppers）の経営に参画する。1982年1月、父の死去後、エドゥアルド・フレイ・モンタルバ財団を立ち上げる。
1988年10月に行われたピノチェト政権信任投票（Plebiscito nacional de 1988）に反対票を投じる運動である『ノーを目指す運動本部』（Concertación de Partidos por el No ）に参加する。1989年に、上院議員に選出される。予算委員会の議長となる。1992年、コンセルタシオン・デモクラシアでの大統領候補を選出する予備選挙に勝利する。1993年12月11日のチリ大統領選挙で、57.98％の得票を得て第32代チリ共和国大統領に選出される。
大統領任期中は、チリ社会党ら革新勢力との合意に基づき、福祉政策の充実がなされる。インフレを抑制しつつ経済発展を図る経済政策も軌道に乗る。任期中、アウグスト・ピノチェトが終身上院議員になることを阻止しなかった。1998年10月16日に、アウグスト・ピノチェトがイギリスで逮捕される。帰国を認められ帰国するのが、2000年3月2日で、大統領任期終了間際のことである。2000年3月11日、任期満了にともない大統領職を辞任する。チリ社会党のリカルド・ラゴスが次期大統領になる。
大統領辞職後も、2006年5月11日より2008年5月11日まで、チリ上院議長を務める。